# Francisco Bernis Madrazo
Francisco Bernis Madrazo (Salamanca, 16 de agosto de 1916- Madrid, 10 de noviembre de 2003) fue un ornitólogo y biólogo de origen español.

## Biografía
Licenciado en ciencias en 1941, su afición a la biología fue un hecho muy temprano, se incorporó a la Sociedad Española de Historia Natural en 1933, cuando tenía 17 años.
Fue profesor de enseñanza media. En 1943 obtuvo una cátedra en el Instituto de Lugo, donde desarrolló un intenso trabajo de campo.
Doctorado en 1951, con una tesis de revisión taxonómica del género vegetal Armeria, en 1952 inició la exploración ornitológica de Doñana. Junto con José Antonio Valverde y Mauricio González-Gordon Díez realizaron las primeras iniciativas para la protección de este sitio y formación de un parque nacional.
En 1954 fundó, junto a otros entusiastas del estudio de las aves, la Sociedad Española de Ornitología, de la que fue secretario general durante veinte años. Colaboró en la editorial de la Sociedad, actuando como editor de la revista Ardeola.
En 1956 Bernis accedió a la cátedra de zoología de vertebrados, actuando también como jefe de la sección de vertebrados en el Museo de Ciencias Naturales de Madrid.

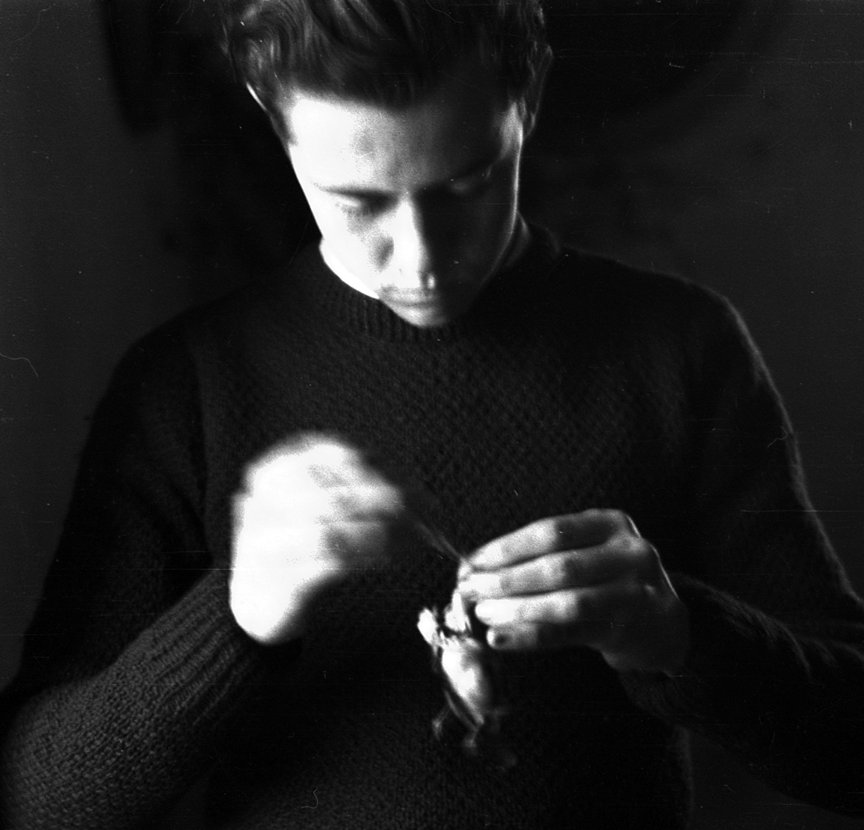
Francisco Bernis Madrazo durante una excursión a Cogolludo, Guadalajara, en los años 1930.

Su actividad científica principal estuvo ligada al estudio de las migraciones de aves, aunque también a los censos, zoogeografía y otros aspectos de la ornitología. En 1959 publica La migración de las cigüeñas españolas y de otras cigüeñas occidentales, que apareció en Ardeola y fue la primera de una serie que apareció entre 1966 y 1971: Aves migradoras ibéricas, publicada en 8 fascículos y completada por algunos de sus discípulos. Su obra Migración en aves. Tratado teórico y práctico (1966) ha sido un referente para el anillamiento y la migratología de aves en España durante las últimas décadas. Otra publicación de gran trascendencia en la ornitología española es Prontuario de la Avifauna española (Incluyendo aves de Portugal, Baleares y Canarias), publicado en Ardeola en 1954. Otros títulos relevantes de su producción científica son La migración de las aves en el Estrecho de Gibraltar (1980); Diccionario de nombres vernáculos de aves (1995); La clase aves. Un recorrido biológico por la taxonomía (1997).
Fue pionero en materia de anillamiento científico de aves, organizando en 1957 las primeras campañas de anillamiento del entonces recién creado Centro de Migración de Aves de la Sociedad Española de Ornitología.
Bernis generó innovadores procedimientos para la época: prácticas de campo con sus alumnos, realización y uso de láminas, diapositivas e, incluso, películas. Estimuló la formación de la colección que hoy constituye el Museo de Anatomía Comparada de Vertebrados (MACV), ubicado en la Facultad de Ciencias Biológicas de la Universidad Complutense de Madrid; y que es uno de los más importantes entre las universidades europeas.
Su visión innovadora e informada de la biología de su tiempo se tradujo en una constante presencia en congresos internacionales y en la aceptación de
postulados neodarwinistas.
Su influencia en las generaciones de ornitólogos españoles desde la segunda mitad del siglo XX es indiscutible. La pulcritud de sus trabajos, gran cultura y acierto en el análisis hacen de él un referente obligado. Pero además, un poco en paralelo con Charles Darwin, su estilo literario absolutamente característico, certero, rico en conceptos, ameno y magistral, convierten su obra en una delicia para el lector, que además de un científico encuentra un verdadero literato.